# 卡洛马尔德
卡洛马尔德，是西班牙阿拉贡自治区特鲁埃尔省的一个市镇。总面积28平方公里，总人口69人（2001年），人口密度2人/平方公里。